# Alexander Wiktorowitsch Smirnow
Alexander Wiktorowitsch Smirnow (russisch Александр Викторович Смирнов, * 11. Oktober 1984 in Kalinin, Russische SFSR, Sowjetunion) ist ein ehemaliger russischer Eiskunstläufer, der im Paarlauf startete.

## Karriere
Smirnow begann im Alter von vier Jahren mit dem Eiskunstlaufen in seiner Heimatstadt Kalinin. Im Alter von 17 Jahren ging er nach Sankt Petersburg, da dort die Trainingsmöglichkeiten besser waren.
Seine erste Partnerin war Alexandra Danilowa. Das Paar trennte sich jedoch und ab 2005 lief er mit Jekaterina Wassiljewa. Wassiljewa/Smirnow wurden auf Anhieb russische Juniorenmeister und belegten bei der Juniorenweltmeisterschaft 2006 den sechsten Rang. Jedoch ging diese Partnerschaft bereits nach einem Jahr wieder auseinander. Mit beiden Partnerinnen trainierte er bei Ljudmila Smirnowa und Nikolai Welikow

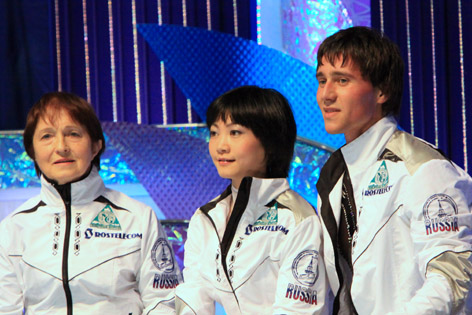
Smirnow und Kawaguti mit Trainerin Tamara Moskwina, 2009

Im Frühjahr 2006 bekam er mit der Japanerin Yūko Kawaguchi eine neue Partnerin. Das Paar trainierte für zunächst kurze Zeit ebenfalls bei Nikolai Welikow, später bei Tamara Moskwina, die zuvor schon Kawaguchi trainiert hatte. Sie starten für den Jubilejni Sportklub und trainieren im Jubileiny-Sportkomplex in Sankt Petersburg. Aufgrund einer Verletzung Kawagutis verpassten sie sowohl die russischen Meisterschaften, als auch die Europameisterschaften. Bei der Weltmeisterschaft 2007 belegten sie den neunten Rang und waren somit bestes russisches Paar noch vor den russischen Meistern dieses Jahres Marija Muchortowa und Maxim Trankow.
In der darauffolgenden Saison belegten sie bei Skate Canada und dem Cup of Russia den dritten Rang und nahmen erstmals an einem Grand-Prix-Finale teil, wo sie den fünften Platz belegten. 2008 konnten Kawaguchi und Smirnow erstmals die russischen Meisterschaften gewinnen. Bei der Europameisterschaft belegten sie nach dem Kurzprogramm noch den vierten Rang, konnten in den Kür aber die vor ihnen liegenden Ukrainer noch überholen und gewannen am Ende die Bronzemedaille hinter den Titelverteidigern Aljona Savchenko / Robin Szolkowy und ihren Landsleuten Muchortowa / Trankow, die sie bei den russischen Meisterschaften noch geschlagen hatten. Bei der Weltmeisterschaft belegten sie überraschend den vierten Rang.
Zu Beginn der Saison 2008/09 gewannen sie Skate Canada und belegten beim Cup of Russia hinter Zhang Dan / Zhang Hao den zweiten Rang, wobei sie die Kür gegen das chinesische Duo gewannen. Kurz vor den russischen Meisterschaften, die das Paar später gewann, erhielt Smirnows Partnerin die russische Staatsbürgerschaft, sodass sie nun auch bei Olympischen Spielen startberechtigt wären, außerdem änderte sie ihren Namen in Kawaguti. Bei der Europameisterschaft in dieser Saison wurden sie Zweite und bei der Weltmeisterschaft gewannen sie mit Bronze ihre erste WM-Medaille.
Bei der Europameisterschaft 2010 in Tallinn wurden Smirnow und Kawaguti zum ersten Mal Europameister, vor den dreimaligen Europameistern Savchenko/Szolkowy. Ihre ersten Olympischen Spiele beendeten sie wenig später in Vancouver auf dem vierten Platz. Bei der Weltmeisterschaft verteidigten sie ihre Bronzemedaille.
Im nacholympischen Jahr gewannen sie bei der Europameisterschaft 2011 die Silbermedaille hinter ihren stärksten Konkurrenten Savchenko und Szolkowy. Dabei gelang es ihnen, die Kür knapp für sich zu entscheiden. Bei der Weltmeisterschaft in Moskau reichte es nach Fehlern nur zu einem enttäuschenden vierten Platz. Dabei hatten sie einen Rückstand von fast 25 Punkten auf ihre Landsleute Tatjana Wolossoschar und Maxim Trankow, denen sie schon bei den russischen Meisterschaften unterlegen waren.
Kawaguti und Smirnow starteten mit Siegen bei der NHK Trophy und dem Cup of China in die Saison 2011/12. Beim Grand-Prix-Finale gewannen sie mit Bronze ihre erste Medaille bei diesem Wettbewerb. An den russischen Meisterschaften nahmen sie nicht teil, damit Smirnow eine Knieverletzung ausheilen lassen konnte. Am 4. Januar mussten ihm jedoch in einer Notoperation der Blinddarm und eine Hernie entfernt werden. Aus diesem Grund konnten Kawaguti und Smirnow nicht an der Europameisterschaft teilnehmen. Bei der Weltmeisterschaft belegten sie, vor allem aufgrund fehlerhafter und missglückter Hebungen, den siebten Platz.

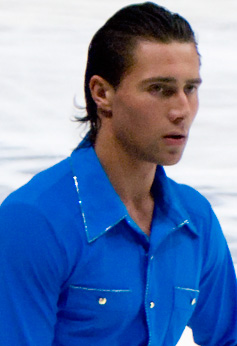
Alexander Smirnow, 2010

## Ergebnisse

### Paarlauf
(wenn nicht anders erwähnt mit Juko Kawaguti)
| Meisterschaft / Jahr           | 2006  | 2007  | 2008  | 2009  | 2010  | 2011  | 2012  | 2013  |
| ------------------------------ | ----- | ----- | ----- | ----- | ----- | ----- | ----- | ----- |
| Olympische Winterspiele        |       |       |       |       | 4.    |       |       |       |
| Weltmeisterschaften            |       | 9.    | 4.    | 3.    | 3.    | 4.    | 7.    | 6.    |
| Europameisterschaften          |       |       | 3.    | 2.    | 1.    | 2.    |       | 5.    |
| Juniorenweltmeisterschaften    | 6.*   |       |       |       |       |       |       |       |
| Russische Meisterschaften      | 6.*   |       | 1.    | 1.    | 1.    | 2.    |       |       |
| –                              |       |       |       |       |       |       |       |       |
| Grand-Prix-Wettbewerb / Saison | 05/06 | 06/07 | 07/08 | 08/09 | 09/10 | 10/11 | 11/12 | 12/13 |
| Grand-Prix-Finale              |       |       | 5.    | 5.    | 5.    |       | 3.    | 6.    |
| Cup of Russia                  |       | 3.    | 3.    | 2.    | 2.    | 1.    | 2.    |       |
| Trophée Eric Bompard           |       |       |       |       |       |       |       | 1.    |
| Cup of China                   |       |       |       |       |       |       | 1.    | 2.    |
| NHK Trophy                     |       |       |       |       | 2.    |       | 1.    |       |
| Skate Canada                   |       |       | 3.    | 1.    |       | Z     |       |       |

* mit Jekaterina Wassiljewa / Z = Zurückgezogen

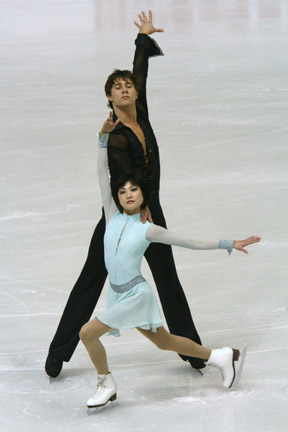
Smirnow und Kawaguti bei der Europameisterschaft 2008